# تهويدة الأرض
تهويدة الأرض (باليابانية: 大地の子守歌) فيلم ياباني من إخراج «یاسوزو ماسومورا».

## القصة
تدور القصة حول طفلة يتيمة تدعى رين نشأت ببراءة ريفية ساذجة على يد جدتها المسنة، تتعرض فجأة لوحشية وجشع وخداع العالم الخارجي عندما ماتت جدتها. على الرغم من عدم ثقتها في كل الغرباء، والتي غرستها فيها تربية جدتها، ولكن يجد مبتز ماكر نقطة ضعفها، ذلك الإغراء الذي لا تستطيع مقاومته، نقطة ضعفها. ويأخذها معه. وبعد ذلك نرى نزولها القاسي إلى أعماق الانحلال الأخلاقي، حيث أصبحت عبدة في نظام الاستغلال والشهوة الجامحة والغرور والجشع، حيث تكون هي والضحايا الآخرين دائمًا الخاسرين.

## روابط خارجية
- تهويدة الأرض على موقع IMDb (الإنجليزية)
- تهويدة الأرض على موقع أول موفي (الإنجليزية)
- تهويدة الأرض على موقع فيلمافينيتي (الإسبانية)
- تهويدة الأرض على موقع قاعدة بيانات الفيلم (الإنجليزية)
- تهويدة الأرض على موقع ليتربوكسد (الإنجليزية)
- تهويدة الأرض على موقع كينوبويسك (الروسية)